# Carl Sternheim

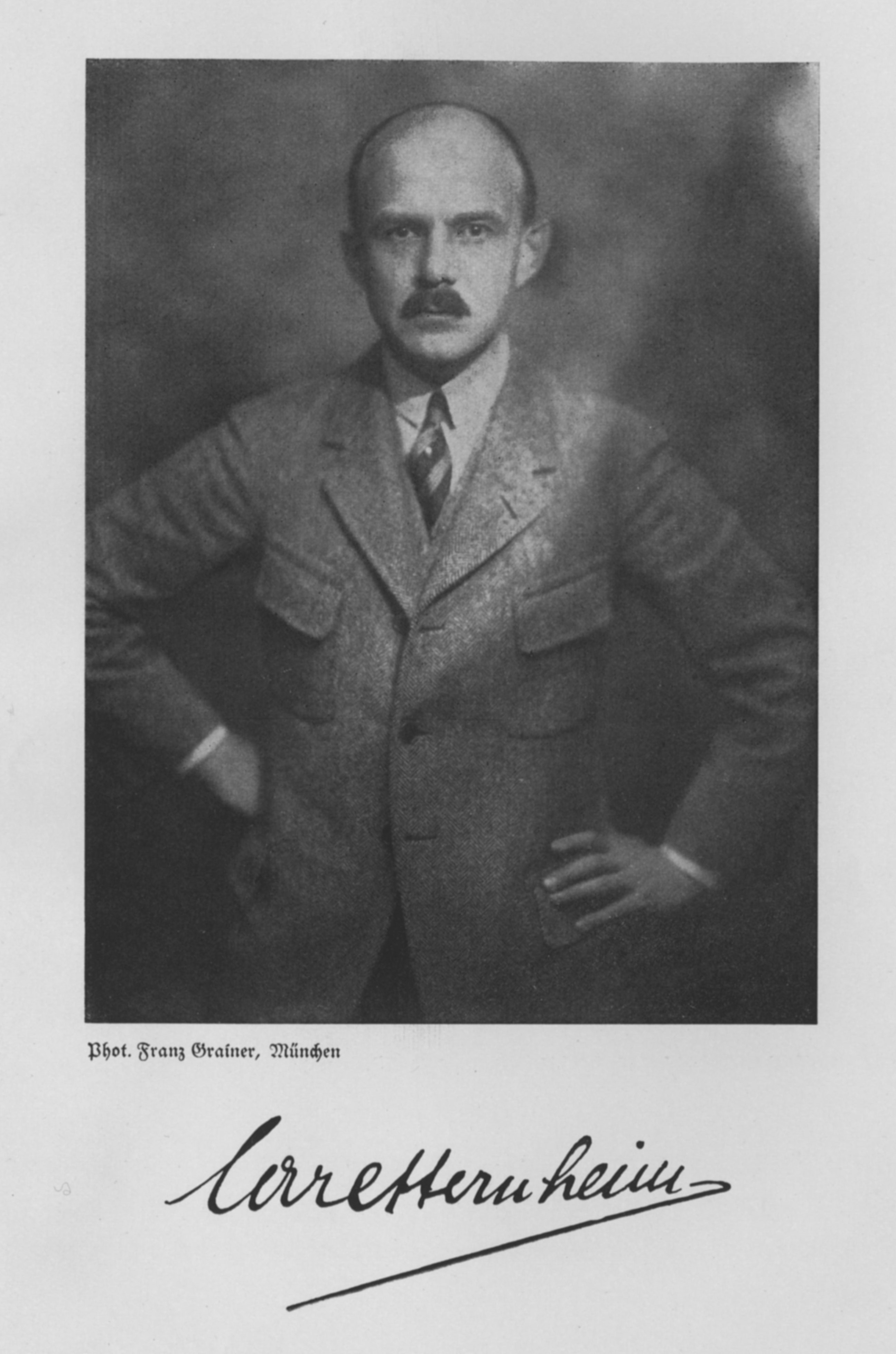
Carl Sternheim, ± 1921

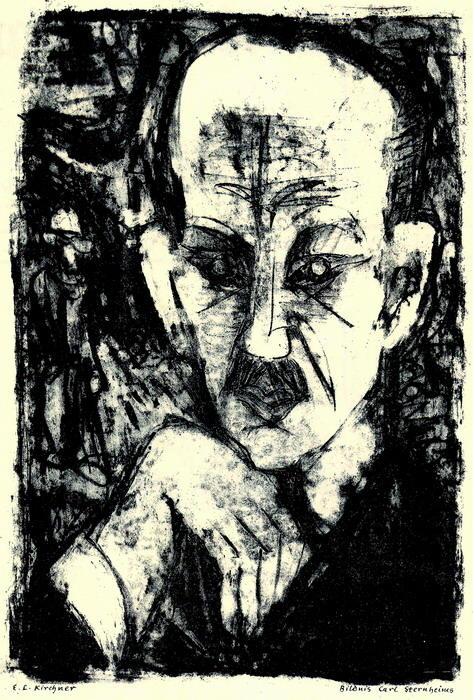
Carl Sternheim, litho van Ernst Ludwig Kirchner, 1916

William Adolf Carl Sternheim (Leipzig, 1 april 1878 - Elsene, 3 november 1942) was een Duits expressionistisch auteur en toneelschrijver die lange tijd actief was in de Belgische hoofdstad Brussel. Hij schreef op een satirische wijze over het leven van de Duitse burgerij tijdens het wilhelminisme. Hij introduceerde de term nieuwe zakelijkheid in 1926 in de literatuur door het schrijven van het blijspel Die Schule von Uznach oder Neue Sachlichkeit. Hij had een sobere, geconcentreerde schrijfstijl met een treffende typering van zijn hoofdfiguren.

## Levensloop

### Afkomst en studies
Sternheims vader was afkomstig uit een Joodse bankiersfamilie en was eigenaar van het Hannoversches Tageblatt, terwijl zijn moeder lid was van een protestantse drukkersfamilie. De jonge Sternheim groeide op in Hannover en Berlijn waar zijn oom het Belle-Alliance Theater bezat.
Tussen 1897 en 1902 studeerde Sternheim filosofie, psychologie, kunstgeschiedenis en rechten aan de universiteiten van München, Göttingen en Leipzig. Hij rondde geen van zijn studies af.

### Begin
Vanaf 1900 begon hij op freelance-basis te schrijven in Weimar. Daar ontmoette hij Eugenie Hauth. Hij trouwde met haar in 1901. Het huwelijk, waarin een zoon Carlhans (1901-1944) werd geboren, hield niet lang stand. In 1906 volgde de scheiding en in 1907 hertrouwde Sternheim met de schrijfster Thea Bauer, afkomstig uit een zeer vermogende ondernemersfamilie. Zij hadden toen al een dochter Dorothea ('Mopsa') (1905-1954), later kregen ze een zoon Klaus (1908-1946). Het paar ging in de omgeving van München wonen en bouwde in het dorp Höllriegelskreuth het riante kasteel Bellemaison.
Hun woning werd een ontmoetingsplaats voor kunstenaars, onder wie Hugo von Hofmannsthal, Max Reinhardt en Frank Wedekind. In 1908 richtte Sternheim samen met de Oostenrijkse schrijver Franz Blei het expressionistische literaire tijdschrift Hyperion op, waarvan hij redacteur werd. Het tijdschrift genoot een zeker aanzien en publiceerde onder meer de eerste acht prozawerken van de toen nog onbekende Franz Kafka. Sternheim leverde ook bijdragen aan het literaire tijdschrift Die Aktion.
Sternheim onderhield ook goede contacten met personen uit de politieke en economische wereld, onder wie Walther Rathenau en Hugo Stinnes, een grootindustrieel actief in de steenkoolindustrie.
Vanaf 1911 begon hij te schrijven aan de toneelcyclus Aus dem bürgerlichen Heldenleben waarin hij een satirische kijk gaf het leven van de Duitse burgerij tijdens de regeerperiode van keizer Wilhelm II. De eerste twee toneelstukken Die Hose en Die Kassette waren een groot succes, maar zorgen ook voor een schandaalsfeer en controverse.

### Verhuizing naar België
Sternheim verliet met zijn vrouw Duitsland in 1912 wegens de aanhoudende kritiek op zijn werk en wegens het faillissement van het Belle-Alliance Theater van Berlijn, waarbij ze betrokken partij waren. Het kasteel werd verkocht aan vorst Adolf II van Schaumburg-Lippe om de schulden te kunnen afbetalen. Omdat zijn vrouw Thea tijdens haar vorig huwelijk in Brussel gewoond had en de stad goed kende, trokken ze naar de omgeving van de Belgische hoofdstad. In Terhulpen richtten ze de villa Clairecolline in. Ook deze woning werd een ontmoetingsplaats voor de Duitse expressionisten, onder wie Gottfried Benn en Ernst Stadler, maar ook Belgische kunstenaars als Maurice Kufferath, directeur van de Koninklijke Muntschouwburg, en Emile Verhaeren. Sternheim schreef in België verder aan de toneelcyclus waaraan hij in 1911 begonnen was.

### Tijdens en na de Eerste Wereldoorlog
Na de Duitse inval in België tijdens de Eerste Wereldoorlog in augustus 1914 slaagde het koppel er met hulp van Emile Verhaeren in de villa onder de bescherming te plaatsen van Ernest Solvay, die op het nabijgelegen kasteel verbleef. Het paar moest terug naar Duitsland vanwege de mobilisatie, maar Sternheim werd niet onder de wapens geroepen wegens zijn zwakke gezondheid. In Duitsland schreef hij verder aan zijn toneelcyclus. In 1915 won Sternheim de Fontaneprijs. Het geldbedrag dat daaraan verbonden was schonk hij aan Franz Kafka, van wiens werk hij een groot bewonderaar was.
Eind 1916 konden de Sternheims terugkeren naar België. Ze gingen daar samenwerken met de dadaïst Clément Pansaers, die redacteur was van het avant-gardetijdschrift Résurrection. Toen in 1918 de wapenstilstand werd gesloten, werd de villa onder sekwester van de Belgische overheid geplaatst en vertrok het koppel naar Zwitserland, waar ze in Sankt Moritz en Uttwil verbleven. Daar maakten ze kennis met Henry Van de Velde en met Frans Masereel, die een aantal werken van Sternheim (waaronder Fairfax) illustreerde. Na enige tijd keerden Carl en Thea Sternheim terug naar Duitsland. Sternheim begon met het schrijven van novellen, maar hij bleef ook toneelstukken schrijven. In 1926 introduceerde hij de term nieuwe zakelijkheid in de literatuur in het blijspel Die Schule von Uznach oder Neue Sachlichkeit. In 1927 strandde het huwelijk, nadat dit al langer onder druk had gestaan. Thea had genoeg van Sternheims overspelige gedrag, zijn waanvoorstellingen en de manier waarop hij haar fortuin verkwistte.

### Tweede en definitieve verblijf in Brussel

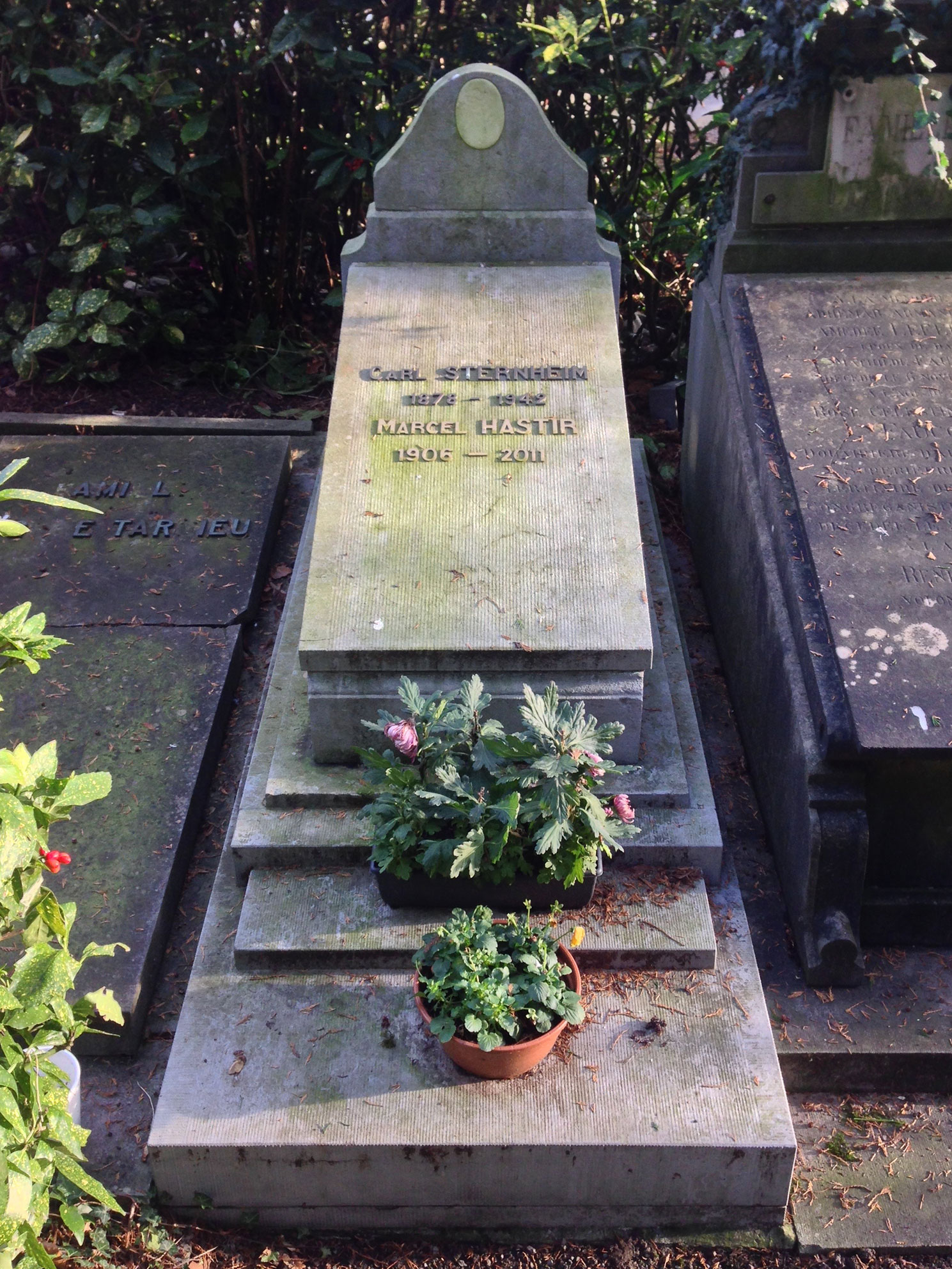
Graf van Carl Sternheim en Marcel Hastir.

Sternheim hertrouwde in 1930 met de toen 24-jarige actrice en zangeres Pamela Wedekind, een dochter van Frank Wedekind. Hij ging met haar weer in Brussel wonen. Het huwelijk strandde reeds na vier jaar, waarna hij met zijn huishoudster Henriette Carbonara ging samenwonen. Tijdens deze periode in Brussel kon Sternheim het literair peil van zijn beginjaren niet evenaren. Hij onderhield goede contacten met onder anderen Camille Huysmans en Franz Hellens met het oog op het verkrijgen van de Belgische nationaliteit. Dat lukte echter niet en Sternheim moest zich tevredenstellen met het statuut van vluchteling.
In 1936 schreef Sternheim zijn memoires met als titel: Vorkriegseuropa im Gleichnis meines Lebens. Tijdens het naziregime waren de werken van Sternheim verboden. 
Hij stierf tijdens de Tweede Wereldoorlog aan een longontsteking en werd begraven op de begraafplaats van Elsene. In 2011 werd het lichaam van zijn vriend de kunstschilder Marcel Hastir bijgeplaatst in het graf van Sternheim.
Sternheims kinderen overleefden hun vader niet lang. Zoon Carlhans werd in 1944 door de nazi's terechtgesteld. Dochter 'Mopsa' moest haar deelname aan het verzet tegen de nazi's bekopen met een verblijf in het concentratiekamp Ravensbrück. Zij stierf in 1954 op 49-jarige leeftijd aan kanker na een leven van verslavingen. Zoon Klaus, ook drugsverslaafd, was 38 jaar toen hij in Mexico overleed.

## Werken

### Toneelstukken
- Der Heiland, blijspel (1898)
- Judas Ischariot, tragedie (1901)
- Vom König und der Königin (1905)
- Ulrich und Brigitte (1907)
- Don Juan (2 delen, 1905 en 1909)
- Aus dem bürgerlichen Heldenleben, satirische toneelcyclus (1911–25):
  - Die Hose (1911)
  - Die Kassette (1911)
  - Bürger Schippel (1913)
  - Der Kandidat (1914)
  - Der Snob (1914)
  - 1913 (1915)
  - Tabula rasa (1916)
  - Das Fossil (1925)
- Der Stänker (1917)
- Die Marquise von Arcis (1919)
- Der entfesselte Zeitgenosse (1920)
- Manon Lescaut (1921)
- Oskar Wilde. Sein Drama (1925)
- Die Schule von Uznach oder Neue Sachlichkeit, blijspel (1926)
- John Pierpont Morgan (1930)
- Aut Caesar aut nihil (1932)

### Proza
- Chronik von des zwanzigsten Jahrhunderts Beginn, novellebundel (1918):
  - Busekow (1914)
  - Napoleon (1915)
  - Schuhlin (1916)
  - Meta (1916)
  - Ulrike (1918)
- Kampf der Metapher, essay (1917)
- Mädchen (1917)
- Die deutsche Revolution (1919)
- Europa, novelle in 2 delen(1919-1920)
- Berlin oder Juste milieu (1920)
- Fairfax (1921)
- Libussa, des Kaisers Leibroß (1922)
- Gauguin und Van Gogh, kunstenaarsroman (1924)
- Lutetia (1926)
- Vorkriegseuropa im Gleichnis meines Lebens, memoires (1936)

### Dichtbundels
- Fanale (1901)

### Verzamelwerk
- W. EMRICH, Carl Sternheims Gesamtwerk, 10 delen, Basel-Darmstadt, 1963-1976